# Port-la-Nouvelle
Port-la-Nouvelle é uma comuna francesa na região administrativa de Occitânia, no departamento de Aude. Estende-se por uma área de 28,55 km², com 4 859 habitantes, segundo os censos de 1999.